# Autoroute M1 (Grande-Bretagne)
Ne doit pas être confondu avec la route britannique A1.
Pour les articles homonymes, voir M1.
La M1 est la plus vieille autoroute du Royaume-Uni (bien que la Preston Bypass soit plus ancienne, mais elle était très courte). Elle a une longueur de 311 km. L'autoroute commence à Londres et rejoint l'autoroute M25. Elle traverse plusieurs grandes villes, dont St Albans, Luton, Milton Keynes et Northampton. Elle croise l'autoroute M6, puis les villes de Leicester, Derby, Nottingham, Sheffield, Rotherham et enfin Wakefield, avant de croiser l'autoroute M62 ; elle passe ensuite au sud-est de la grande ville de Leeds. Elle se termine à sa jonction avec la route A1.